# Marca tensometrică
Marca tensometrică este un dispozitiv (sau senzor) pentru măsurarea deformației mecanice, fiind compusă din materiale care își modifică rezistența electrică sub acțiunea unei deformații mecanice. Uzual, este formată dintr-un fir de rezistivitate ρ, lungime l și secțiune S, lipit pe un suport izolant (se aseamănă cu un timbru, de unde și numele de marcă). Marca se aplică pe o structură elastică (cu un adeziv special, elastic), care sub acțiunea unei forțe (de exemplu) se deformează. Această deformație produce o variație a rezistenței firului (R = ρl/S). Marca tensometrică formează împreună cu alte mărci sau rezistoare un circuit electric special (numit punte Wheatstone) care produce o variație de tensiune electrică la ieșirea acestuia. Prin etalonare (sau calibrare) variația de tensiune electrică determină deformația mecanică produsă de mărimi mecanice (forțe, momente, temperaturi etc.).